# دایسوکه تسوسومی
دایسوکه تسوسومی (انگلیسی: Daisuke Tsutsumi؛ زادهٔ ۶ نوامبر ۱۹۷۴) پویانما، تصویرگر اهل ایالات متحده آمریکا است.